# Paweł Wydro
Paweł Wydro – polski chemik, doktor habilitowany nauk chemicznych.

## Życiorys
W 2002 r. ukończył studia chemiczne na Uniwersytecie Jagiellońskim, w 2006 r. obronił pracę doktorską pt. Badanie wzajemnych oddziaływań składników w adsorpcyjnych filmach mieszanych wytworzonych na granicy faz woda/powietrze, której promotorem była prof. Maria Paluch, w 2013 r. habilitował się. Pracuje na Uniwersytecie Jagiellońskim.